# Konoe Tsunetada
Konoe Tsunetada (近衛 経忠) (1302 - 21 septembre 1352), fils de Konoe Iehira, est un noble de cour japonais (kugyō) de l'époque de Kamakura (1185–1333). Il exerce la fonction de régent kampaku en 1330 et de 1336 à 1337.

## Source de la traduction
- (en) Cet article est partiellement ou en totalité issu de l’article de Wikipédia en anglais intitulé « Konoe Tsunetada » (voir la liste des auteurs).